# 北海道道1153号帯広川西インター線
北海道道1153号帯広川西インター線（ほっかいどうどう1153ごう おびひろかわにしインターせん）は、北海道帯広市内を結ぶ一般道道（北海道道）である。

## 概要

### 路線データ
- 起点：北海道帯広市川西町（国道236号交点）
- 終点：北海道帯広市川西町（帯広広尾自動車道帯広川西IC）
- 総延長：0.6km

## 歴史
- 1997年（平成9年）1月14日 - 川西インター線として路線認定[1]。
- 2003年（平成15年）3月15日 - 全線開通。
- 2004年（平成16年）3月5日 - 路線名を帯広川西インター線に変更[2]。

## 地理

### 通過する自治体
- 十勝総合振興局
  - 帯広市

### 交差する道路
帯広市
- 国道236号 - 川西（起点）
- 帯広広尾自動車道帯広川西IC - 川西（終点）